# Аджигьоль-Невшехір
Аджигьоль-Невшехір (тур. Acıgöl-Nevşehir) — кальдера, яка розташовується на  Анатолійському плоскогір'ї, в провінції  Невшехір, Туреччина.
Найвища точка кальдери  купол Когадаг Тепе (тур. Kogadag Tepe), що досягає висоти 1689 м. Кальдера складається з маарів, застиглих  лавових потоків, що складаються з базальтів,  вулканічних куполів і  шлакових конусів. Місцевість перетинає шосе між містами  Аджигьоль і Невшехір.
Плато в даному районі почало формуватися 190 000 років тому. Цей період в основному представлений ріолітами. Результати того виверження видно за 35 км на північний схід від самого вогнища вулканічної діяльності.
Сама кальдера почала утворюватися приблизно 75 000 років тому в результаті діяльності довколишніх вулканічних куполів, які знаходяться на схід від кальдери. Характер вивержень був схожий на  Плініанський тип і містить  пемзу і велика кількість ігнімбриту. Закінчився даний етап вулканічною діяльністю із західного боку кальдери 20-25 тисяч років тому. Постійна активність відбувалася в епоху голоцену в період 11000 — 4300 рр. до н. е. Остання активна фаза вулканічної діяльності відбувалася приблизно в 2000 р. до н. е.

## Ресурси Інтернету
- Кальдера Аджыгёль-Невшехир. Global Volcanism Program. Смітсонівський інститут. (англ.)
- Volcano Live — John Search [Архівовано 4 березня 2016 у Wayback Machine.]
- Volcano World — Oregon State University
- Mountain-Forecast.com [Архівовано 20 березня 2014 у Wayback Machine.]